# Железнодорожный мост Хамм
Железнодорожный мост Хамм (нем. Hammer Eisenbahnbrücke) — цельносварной стальной железнодорожный мост через реку Рейн, расположенный в районе Хамм (de:Hamm (Düsseldorf)) города Дюссельдорф — столице федеральной земли Северный Рейн — Вестфалия (Германия). Мост расположен на расстоянии 738 км от истока Рейна.

Оборонительные башни моста охраняются государством как архитектурные памятники с 1987 года.

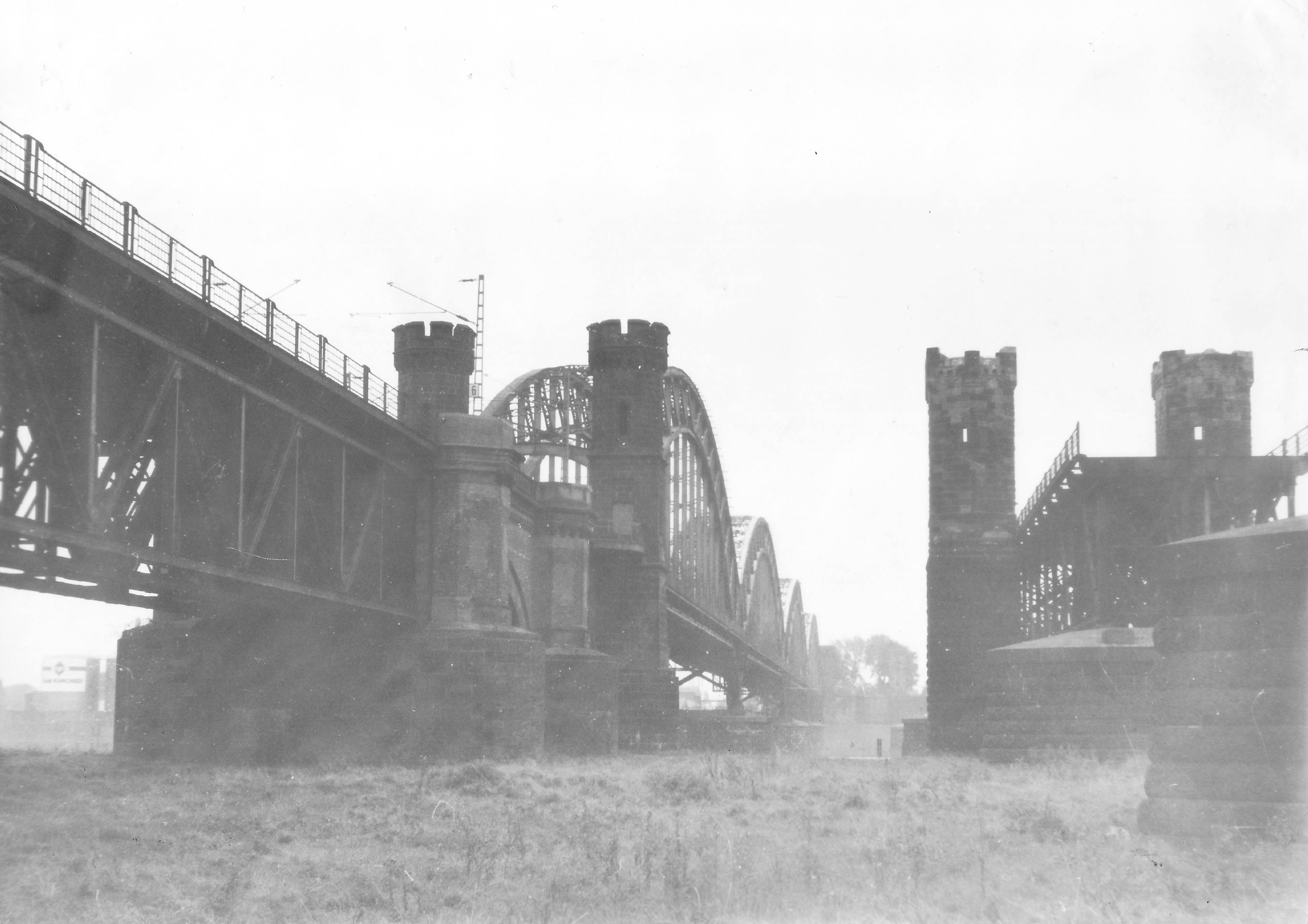
Северный мост кайзера Вильгельма 1977 год

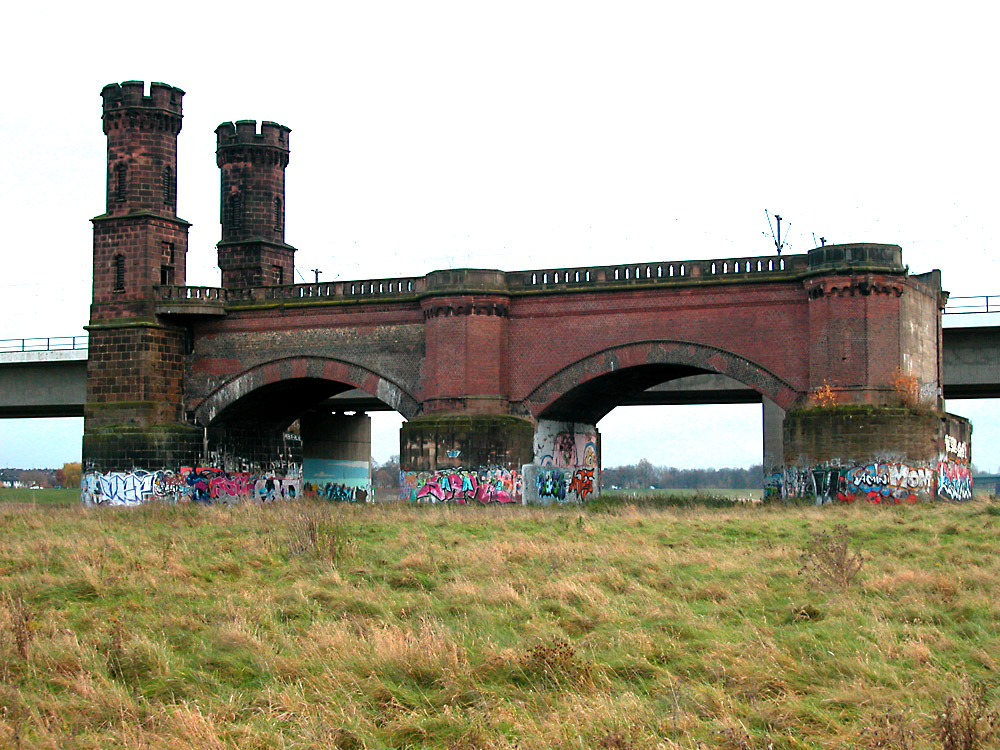
Левобережные оборонительные башни

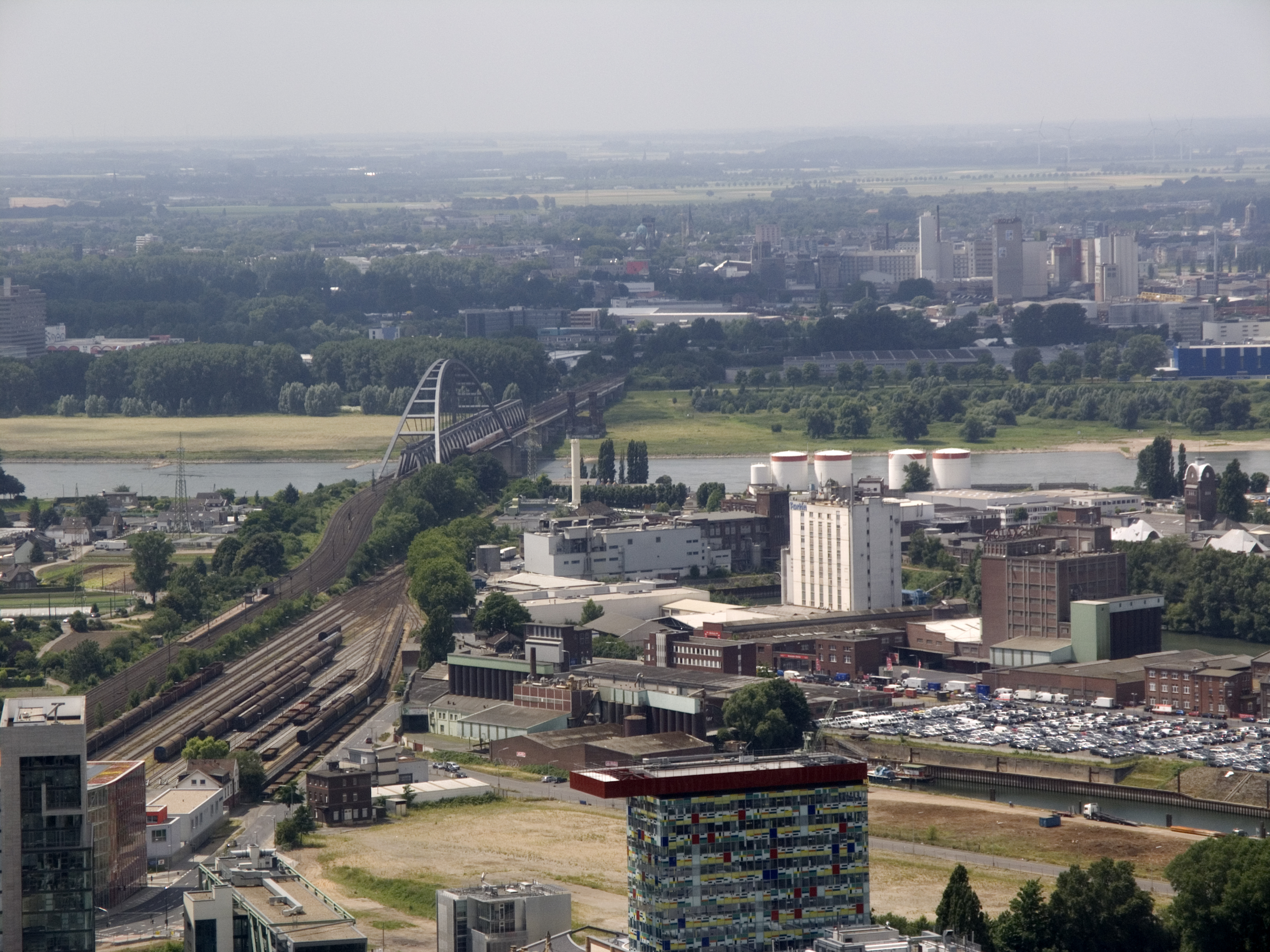
Вид на железнодорожный мост Хамм с телевизионной башни Rheinturm

## История
В апреле 1868 года Бранденбургская железнодорожная компания (de:Bergisch-Märkische Eisenbahn-Gesellschaft) начинает строительство первого капитального моста через Рейн в Дюссельдорфе в районе Хамм. Торжественное открытие моста состоялось 24 июля 1870 года. Мост получил своё имя в честь императора Германии Вильгельма I (нем. König-Wilhelm-Eisenbahn-Rheinbrücke). По обеим сторонам моста возвышались по две восьмигранных башни, которые играли роль не только архитектурного украшения, но и служили для обороны моста на случай военных действий.
В конце XIX века года стало очевидным, что мост кайзера Вильгельма не справляется с возросшей интенсивностью движения, и в 1909—1911 годах параллельно существующему мосту в 32 м выше по течению строится ещё один двухпутный мост. Подобно старому мосту новый мост также имел оборонительные башни. Сразу после окончания строительства нового моста старый был закрыт на реконструкцию, которая завершилась в ноябре 1912 года и с тех пор оба моста использовались одновременно.
Перед окончанием второй мировой войны после захвата соседнего города Нойса 1 марта 1945 года американскими войсками все мосты через Рейн в Дюссельдорфе, в том числе и оба железнодорожных моста в Хамме, 3 марта были взорваны отступающими войсками вермахта. Уже в конце 1945 года началось восстановление менее повреждённого северного моста, движение по которому открылось 31 июля 1946 года. Во время восстановления северного моста южный мост выполнял функции «донора» — наименее поврежденные узлы и элементы моста использовались для установки на северный мост. Южный мост было принято решение демонтировать, сохранились лишь руины оборонительных башен.
При создании городской электрички «S-Bahn Rhein-Ruhr» возникла необходимость строительства четырёхпутного моста. В 1984 году началось строительство нового моста на месте бывшего южного моста кайзера Вильгельма. Смета на строительство составила 61,4 млн. марок. Строящийся мост представлял собой комбинированную конструкцию арочного моста и моста на балочных фермах (каждый из двух пролётов выполнен в разных конструктивных исполнениях). Строительство моста осуществлялось компанией «Schüßler-Plan Ingenieurgesellschaft mbH», стальные конструкции изготовлены концерном « Krupp Stahlbau Hannover».
Оборонительные башни моста кайзера Вильгельма были сохранены, при этом правобережные башни находятся по обеим сторонам от железнодорожных путей, а левобережные башни оказались в стороне (примерно в 10 м севернее от моста).
После открытия нового моста в 1987 году старый северный мост кайзера Вильгельма был снесён вместе с оборонительными башнями.

## Технические данные[4]
- Материал арочной части моста — сталь
- Материал балочной части моста — сталь
- Общая длина — 813,5 м
- Ширина моста — 26,5 м
- Длина пролёта арочной части моста — 250 м
- Длина пролёта балочной части моста — 135 м
- Количество железнодорожных колей — 4
- Общий вес цельносварной конструкции — 9 000 т